# Mordella capillosa
Mordella capillosa är en skalbaggsart som beskrevs av Liljeblad 1945. Mordella capillosa ingår i släktet Mordella och familjen tornbaggar. Inga underarter finns listade i Catalogue of Life.